# Jimm
Jimm es un cliente de código abierto alternativo para la red ICQ. Está escrito mediante Java ME en lenguaje Java y debería funcionar en la mayoría de móviles que siguen la especificación MIDP.
Jimm se encuentra bajo términos de la GNU General Public License. 

## Historia
Linsmayer Manuel es el creador de Jimm. En 2003 lanzó el cliente de IM Mobicq. El cliente permite ver una lista de contactos e intercambiar mensajes utilizando el protocolo OSCAR (ICQ v. 8). 
En 2004 AOL prohibió el uso del nombre "Mobicq" porque contiene una parte que pertenece a la marca registrada "ICQ". En ese momento, el cliente era capaz de mostrar el estado e información sobre el usuario, reproducir sonidos y mostrar mensajes en el chat. Se decidió cambiar el nombre de Mobicq a Jimm. El nombre "Jimm" significa "Java Instant Messenger Mobile". 

## Plantilla

### Equipo de desarrollo
- Manuel Linsmayer (fundador del proyecto Jimm)
- Andreas "Rossi" Rossbacher
- Denis "ArtDen" Artemov
- Iván "Rad1st" Mikitevich

### Jimm beta testers
- Alexandr "Bah" Bahmachenko
- Kirill "BOOM" Ashikhmin